# Geleitzug GP55

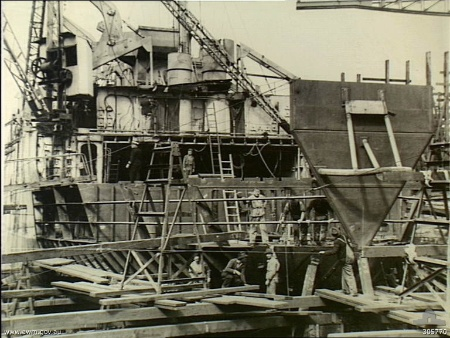
LST-469 wird nach dem Angriff repariert

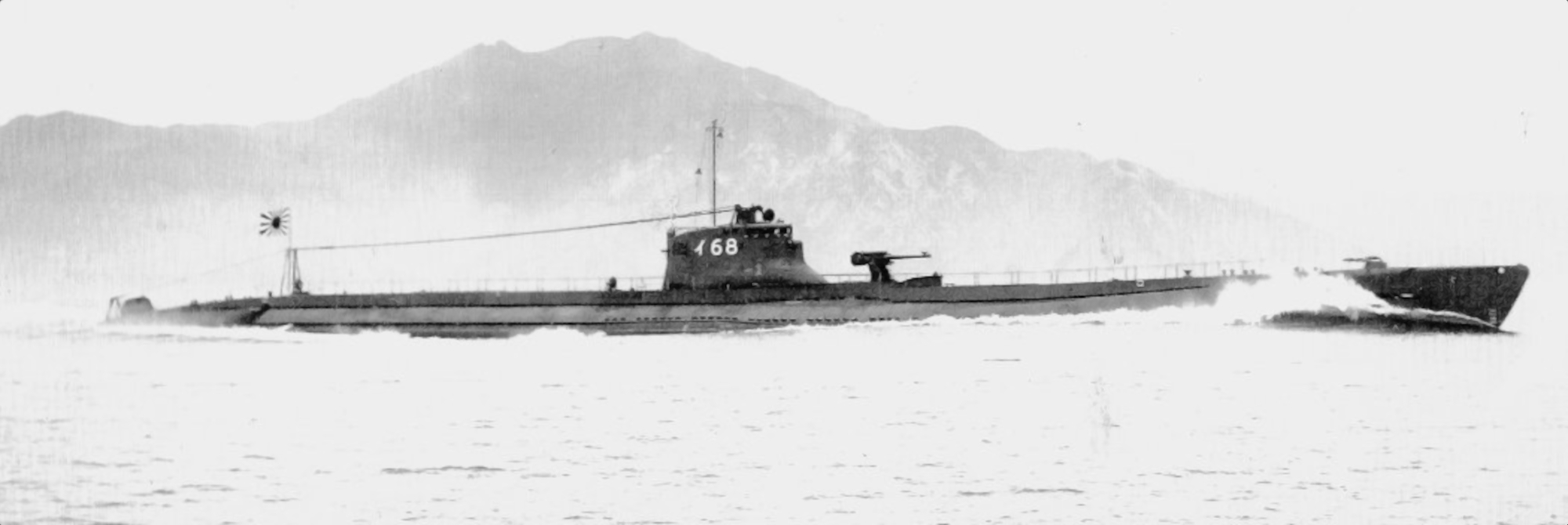
Japanisches U-Boot I-168, I-174 gehörte der gleichen Klasse an

Der Geleitzug GP55 war ein Geleitzug alliierter Schiffe, der während des Zweiten Weltkrieges im Juni 1943 von Sydney nach Brisbane lief.
Er bestand aus insgesamt zehn Frachtschiffen, drei Landungsschiffen sowie einer Eskorte von fünf Korvetten. Das japanische U-Boot I-174 griff den Konvoi am 16. Juni an und versenkte das Transportschiff Portmar der US Army, während das Landungsschiff LST-469 schwer beschädigt wurde. Zwei der Korvetten erwiderten den Angriff von I-174, konnten dieses jedoch nur leicht beschädigen.
Das australische Militär führte in den nachfolgenden Tagen eine intensive Suche nach I-174 nach dem Angriff in dem Irrglauben durch, dass das U-Boot beim Gegenangriff schwer beschädigt worden sei.
Diese Suche war erfolglos und zeigte eklatant die Schwächen in der Kommunikation zwischen der Royal Australian Navy (RAN) und der Royal Australian Air Force (RAAF).
Aufgrund der stetig schlechter werdenden strategischen Lage Japans war I-174 das letzte U-Boot der Kaiserlichen Japanischen Marine, das bis zum Kriegsende 1945 vor der australischen Ostküste operierte.

## Hintergrund
In den Jahren 1942 und 1943 führten japanische Unterseeboote zeitweilig Operationen in den Gewässern um Australien durch. Eine Flottille von Kleinst-U-Booten griff Port Jackson in der Nacht auf den 1. Juni 1942 an. In den folgenden Tagen wurden Handelsschiffe, die an der Westküste Australiens fuhren, angegriffen. Diese Angriffe dauerten bis zum November 1942 an, dem Zeitpunkt, an dem die U-Boot-Streitkräfte in andere Gewässer verlegt wurden. I-174, ein U-Boot der Kaidai-Klasse, patrouillierte im Juli und August 1942 in australischen Gewässern, war jedoch bis dahin an keinem Angriff beteiligt. Als Antwort auf die anhaltenden japanischen Angriffe ordnete die australische Marine an, dass ab dem 8. Juni 1942 fortan jedes Schiff mit einer Verdrängung von mehr als 1200 ts und einer Höchstgeschwindigkeit unter 12 Knoten in bewaffneten Geleitzügen verkehren sollte. Diese Eskortstrategie war erfolgreich und minimierte die eigenen Verluste, so dass bis zum Jahresende 1942 kein weiteres Schiff in der Nähe Australiens durch Feindeinwirkung verlorenging.
Im Januar 1943 nahmen japanische U-Boote ihre Operationen in australischen Gewässern wieder auf. I-21 versenkte auf seiner Patrouillenfahrt im Januar und Februar fünf Schiffe. Zwei andere U-Boote führten im März in der Nähe von Sydney und Brisbane Operationen aus. Fünf Unterseeboote des japanischen 3. U-Bootgeschwaders griffen danach entlang der gesamten australischen Küste die Flotte der Alliierten mit der Absicht an, die Nachschubwege der Alliierten nach Neuguinea zu stören. Zu dieser Zeit waren die Aktivitäten japanischer U-Boote im Kampf gegen Australien auf ihrem Höhepunkt angelangt. Acht Schiffe wurden in der Nähe der australischen Westküste im Laufe des Monats versenkt. Im Gegensatz zu 1942 endeten diesmal einige Angriffe auf Schiffe in Konvoiverbund erfolgreich.
Die zahlreichen Angriffe im Jahr 1943 beanspruchten die mit der Konvoiverteidigung an der australischen Westküste beauftragten alliierten Streitkräfte sehr. Die australische Führung war gezwungen, die Zahl der Konvois zu reduzieren, um eine durch die Marineführung vorgegebene Mindestanzahl von vier Schiffen pro Konvoi einzuhalten. Außerdem erhöhte die RAAF die Anzahl der für die Eskorte von Konvois und einzeln fahrenden Schiffen vorgesehenen Flugzeuge. Weitere speziell für den Einsatz gegen U-Boote ausgestattete Schiffe und Flugzeuge wurden ab Mai eingesetzt, allerdings waren diese Kräfte nicht ausreichend, um der Bedrohung durch die japanischen Streitkräfte wirksam entgegentreten zu können.
Die Versenkung des Hospitalschiffs Centaur am 14. Mai 1943, die viele Menschen das Leben kostete, führte dazu, dass das Advisory War Council praktische Lösungen von der RAN und der RAAF forderte, um vor allem das Leben der Schiffsbesatzungen zu schützen. Die RAN stellte zu diesem Zeitpunkt fest, dass die Korvetten der Bathurst-Klasse, die einen Großteil der Eskortkräfte bildeten, eine zu geringe Geschwindigkeit erreichten. Die Marine war jedoch der Meinung, dass die Verluste bei den Konvois nicht höher waren als auf anderen Kriegsschauplätzen. Trotz dieser Feststellung war die Wirkung der australischen Anti-U-Boot-Kräfte aufgrund fehlender Trainingsmöglichkeiten sowie Mängeln bei der Koordinierung zwischen der australischen und der United States Navy sowie der Luftwaffe beschränkt. Außerdem hielten die Australier bei der Einführung bewährter neuer U-Jagd-Taktiken der US-Amerikaner und Briten nicht Schritt.

## Angriff auf den Konvoi
Am 16. Mai 1943 verließ I-174 die japanische Marinebasis auf der Insel Truk. Der Kommandant des Bootes war Chu-i Nobukiyo Nanbu. Am 27. Mai erreichte das Boot die Gewässer unweit von Sandy Cape (Queensland). Es handelte sich um das einzige japanische U-Boot, das zu dieser Zeit Operationen an der Küste Australiens durchführte, alle anderen U-Boote bekämpften alliierten Schiffe im Gebiet der Salomonen. Am 1. Juni hatte I-174 zum ersten Mal Feindkontakt, die Torpedos verfehlten jedoch die unter der US-Flagge fahrende Point San Pedro. Drei Tage später war es an einem Artillerieduell mit dem Transporter Edward Chambers beteiligt. Am 5. Juni gelang es der Eskorte des Geleitzugs PG 53, I-174 an einem Angriff auf den Konvoi zu hindern. Am 7. Juni schoss das Boot vier Torpedos auf den amerikanischen Liberty-Frachter John Bartram, jedoch verfehlten diese das Ziel. Ein weiterer Konvoi wurde am 13. Juni gesichtet, war jedoch zu weit entfernt, als dass sich ein Angriff gelohnt hätte. Zu dieser Zeit wurde I-174 mehrfach von alliierten Schiffe und Flugzeuge angegriffen, blieb aber unbeschädigt.
Mitte Juni 1943 wurde der Geleitzug GP55 zusammengestellt, einer von mindestens 69 Seekonvois, welche die Strecke Sydney–Brisbane 1943 befuhren. Er bestand aus zehn Transportschiffen sowie drei Landungsschiffen (LST). Er wurde von Korvetten der Bathurst-Klasse begleitet: Warrnambool (Konvoi-Führungsschiff), Bundaberg, Cootamundra, Deloraine sowie Kalgoorlie. Nachdem der Geleitzug Sydney am Morgen des 15. Juni um 8:45 Uhr verlassen hatte, formierten sich die Schiffe zu fünf Kolonnen mit jeweils fünf Schiffen in den zentralen Kolonnen und jeweils zwei in den äußeren. Vier der Eskorten liefen vor der Formation, während die Deloraine hinter dem Konvoi lief. Die Luftsicherung des Konvois bestand aus Flugzeugen der RAAF vom Typ Avro Anson und Bristol Beaufort. Das amerikanische Transportschiff Portmar, das beim japanischen Luftangriff auf Darwin am 19. Februar 1942 schwer beschädigt worden war, hatte mit dem Halten der Formation große Schwierigkeiten, so dass es langsam aus dem Geleitzug zurückfiel.
I-174 sichtete GP55 um 16:37 Uhr am 16. Juni ungefähr 35 Meilen westlich der Inseln von Smoky Cape. Es gelang dem U-Boot ohne Probleme, durch die abschirmende Eskorte hindurch in Schussposition zu gelangen. In diesem Moment versuchte die Portmar, zurück auf die ursprüngliche Position im Konvoi aufzuschließen. Sie befand sich inzwischen unweit des Landungsschiffs LST-469. Dadurch befanden sich die Schiffe im Augenblick des Überholens in der optimalen Angriffsstellung für Chu-i Nanbu.
Um 17:20 Uhr verließen zwei Torpedos die Rohre von I-174. Ein Torpedo traf das amerikanische Landungsschiff im Mittelschiff und beschädigte es schwer. Die Explosion tötete 26 Seeleute und verwundete weitere 17. Die Portmar sichtete den zweiten Torpedo und versuchte ein Ausweichmanöver, das allerdings misslang. Die Portmar wurde im Vorschiff getroffen. Die Ladung des Schiffes, hauptsächlich Treibstoffe sowie Munition, fing schnell Feuer, so dass das Schiff innerhalb von zehn Minuten sank. Ein Besatzungsmitglied und ein Passagier starben, 71 überlebten und konnten anschließend von der Korvette Deloraine gerettet werden. Obwohl LST-469 manövrierunfähig war, blieb es über Wasser und wurde durch die Korvette in Schlepp genommen. Dieser Angriff von I-174 auf den Geleitzug GP55 war wahrscheinlich der wirkungsvollste Angriff eines japanischen Schiffes in der Nähe Australiens.
Während die Deloraine auf direktem Weg zu den torpedierten Schiffen lief, unternahmen die verbliebenen vier Korvetten einen Versuch, den Gegner zu lokalisieren. I-174 blieb während der Annäherung an den Konvoi unentdeckt. Nach dem Angriff veranlassten die Eskortschiffe einen Kurswechsel, mit dem sie unter Zuhilfenahme des Sonars den Feind aufzuspüren begannen. Dies war die zuletzt aktualisierte Taktik der RAN, die ihre Wirkung in Kämpfen im Atlantik gezeigt hatte. 23 Minuten nach dem Angriff entdeckte die Warrnambool das U-Boot und führte zusammen mit der Kalgoorlie vier Angriffe mit Wasserbomben über die Dauer von zwei Stunden auf I-174 durch. Danach ging der Sonarkontakt zum U-Boot verloren.
Eine Avro Anson der 71. Squadron eskortierte den Konvoi in dem Moment, als der Angriff erfolgte. Sie musste jedoch aufgrund von Treibstoffmangel kurz nach dem Angriff zurück zu ihrer Basis fliegen. Während die Kommandanten der Eskortschiffe überzeugt waren, dass sie den Feind versenkt hätten, wurde I-174 jedoch nur leicht beschädigt und zog sich nach Osten zurück. Dieser Fehlschlag für die Australier resultierte aus unzureichender Erfahrung und der zu geringen Anzahl an Schiffen, die ein adäquates Vorgehen bei einer systematischen Suche ermöglicht hätten.
Nach dem Ende der Suchaktion schloss sich die Warrnambool wieder dem Konvoi an, während die Kalgoorlie der Deloraine beim Schutz des beschädigten Landungsschiffs half. Schwerer gewordener Seegang führte dazu, dass die Schleppleine zwischen der Deloraine und LST-469 riss. Anschließend nahm die Deloraine Kurs auf den Hafen von Coffs Harbour mit den Überlebenden der Portmar sowie den verletzten Mannschaftsangehörigen des Landungsschiffes. Am 16. Juni lief der Schlepper Reserve aus Brisbane aus, um das beschädigte Landungsschiff nach Sydney zu schleppen. Dort kamen sie zusammen am 20. Juni an.
LST-469 hatte Soldaten und Nachschub für die Operation Chronicle an Bord, eine amphibische Landungsoperation, die am 30. Juni auf den Inseln Woodlark und Kiriwina erfolgte. Durch die beim Angriff von I-174 auf das Landungsschiff verursachen Schäden wurde die Operation erschwert.

## Folgen des Angriffs
Nach dem Angriff stellte Admiral Sir Guy Royle, der Befehlshaber der australischen Marine (Chief of Naval Staff), fest, dass das für den Angriff verantwortliche U-Boot beim Gegenangriff beschädigt worden sei, und befahl „spezielle Schritte“ einzuleiten, um das U-Boot zu orten.
Die RAAF unternahm in der Nacht vom 16. auf den 17. Juni eine Suchaktion auf einer Fläche von 80 Quadratmeilen westlich von Coffs Harbour, während die Deloraine, die Kalgoorlie sowie der eingetroffene Zerstörer Vendetta im Gebiet patrouillierten. Am 17. Juni wurden Flugzeuge vom Typ Anson zur Patrouille der am wahrscheinlichsten erscheinenden Fluchtroute des U-Boots in der Hoffnung eingeteilt, dass dies das Boot zwinge, den Gefechtsrhythmus von Tauchgang am Tag und Lüftung in der Nacht beizubehalten. In der Nacht wurden die Ansons durch die Beauforts abgelöst, die über eine Radarausstattung verfügten.

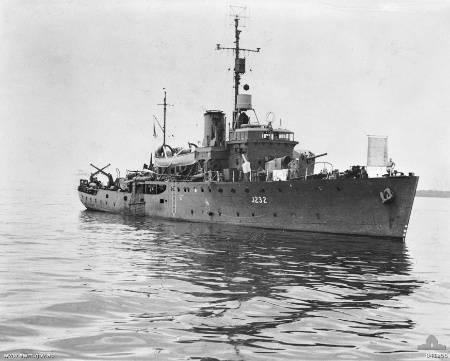
Die Deloraine

Am Morgen des 18. Juni griffen zwei Beauforts der 32. Squadron der RAAF mit Bomben und Maschinengewehrfeuer ein Objekt an, das sie für ein aufgetauchtes U-Boot hielten. Die Deloraine befand sich zu diesem Zeitpunkt keine sechs Seemeilen vom Ort des Geschehens entfernt, antwortete jedoch nicht auf die Versuche der Flugzeuge, sie anzufunken. Die Flugzeuge meldeten, dass sie auf Feindkontakt gestoßen seien. Der Versuch einer erneuten Lokalisierung und Bekämpfung wurde am Tage darauf fortgesetzt. Zwölf Ansons befanden sich auf ständiger Suche über dem Meer, während sechs Sturzkampfbomber vom Typ Vultee A-31 Vengeance alarmbereit auf ihren Einsatz warteten. Es wurden allerdings keine Ziele gefunden, also ging man davon aus, dass der Feind, der am Tag zuvor durch ein Flugzeug der 32. Squadron angegriffen worden war, zwar beschädigt werden, jedoch nach dem Angriff entkommen konnte. Bei dem am 18. Juni angegriffenen Ziel konnte es sich jedoch um kein U-Boot gehandelt haben, da sich I-174 mindestens 60 Meilen westlich des Ortes, an dem der Angriff erfolgte, befand und zu dieser Zeit kein Angriff im Logbuch von I-174 notiert wurde. Das U-Boot bekam am 20. Juni den Befehl, sich aus australischen Gewässern zu entfernen, und kam am 1. Juli, ohne dass es nach dem Angriff auf den Konvoi Kontakt mit anderen alliierten Einheiten gehabt hätte, wieder in Truk an.
Der Angriff auf den Geleitzug GP55 war der letzte Angriff eines japanischen U-Boots in der Nähe der westaustralischen Küste. Zwei weitere U-Boote wurden im Juli 1943 für Patrouillen an der australischen Westküste abkommandiert, änderten ihren Kurs jedoch kurz vor der Ankunft im Zielgebiet und liefen die Salomonen an. Später wurden die U-Boote für die Verteidigung gegen die alliierten Seeoffensiven sowie für den Nachschubtransport zu eingeschlossenen Garnisonen konzentriert. Da die Gefahr für die Schiffsbesatzungen nach der Zeit schwand, stellte die RAN am 7. Dezember 1943 die Bildung von eskortierten Konvois in den Gewässern um die Westküste Australiens ab der Stadt Newcastle (New South Wales) ein, gleiches geschah am 10. Februar 1944 für die Strecke Sydney–Brisbane.